# Gospodarstvo Katara
Gospodarstvo Katara predstavlja nacionalno gospodarstvo Države Katar. Ogromni katarski izvori sirove nafte i zemnog plina čine glavni ekonomski motor i pokretač katarskog gospodarstva koji time potiču zemlju na rast. To je uzrokovalo ekonomski boom koji je posebice vidljiv u građevinarstvu, pogotovo kada je zemlja odabrana za domaćina Svjetskog nogometnog prvenstva 2022.
Međutim, pad cijena nafte i plina na međunarodnom tržištu natjerali su katarsku Vladu da smanji vlastite izdatke kako bi se proračunski deficit smanjio na 12 milijardi dolara tijekom 2016. Ipak, zemlja će u doglednoj budućnosti oslanjati svoje gospodarstvo u navedenim energentima. Razlog tome je što dokazane rezerve prirodnog plina premašuju 25 bilijuna kubnih metara tj. treće najveće zalihe na svijetu. S druge strane, dokazane rezerve sirove nafte premašuju 25 milijardi barela čime se tekuća proizvodnja može nastaviti sljedećih 56 godina.
Unatoč dominantnosti nafte i plina, Katar značajno ulaže u jačanje nenaftnih sektora kao što su proizvodnja, graditeljstvo i financijske usluge.

## Gospodarstvo
Proizvodnja nafte i naftnih derivata kao i tekućeg plina čine kralježnicu katarskog gospodarstva. Riječ je o moćnoj ekonomiji koja raste iz godine u godinu. Tako je primjerice 2014. BDP iznosio 314,4 milijardi USD, godinu potom 325,9 milijardi a 2016. 334,5 milijardi USD.

### Naftna industrija
Prije naftnog booma, Katar je kao i sve zemlje arapskog poluotoka bio siromašna zemlja a njegovo gospodarstvo se temeljilo na vađenju bisera. Istraživanja tamošnjih naftnih i plinskih polja su započela 1939. a s njihovom eksploatacijom je započeto krajem 1940-ih. Već 1973. su porasli prihodi od proizvodnje ovih energeneta. Time je Katar narastao od jedne siromašne zemlje do diva s najvećom dobiti po glavi stanovnika.
Poslovi oko nafte su nacionalizirani sredinom 1970-ih a prihodi se koriste za izgradnju infrastrukture i poboljšanje društvenog standarda. Tako primjerice nema poreza dok su mnoge javne usluge besplatne.
U razdoblju od 1982. do 1989. gospodarstvo je bilo u padu. Razlog tome bio je OPEC (čiji je Katar član) odnosno njegove kvote o proizvodnji sirove nafte, nižoj cijeni toga resursa te općenito slabi izgledi na međunarodnom tržištu. Zbog toga je katarska Vlada morala smanjiti vlastitu potrošnju a rezultiralo je poslovnom recesijom te otpuštanjem stranaca. Gospodarstvo se tek tijekom 1990-ih počelo oporavljati a povećala se emigrantska populacija, posebice iz Egipta i južne Azije.

### Ostala industrija
Osim sirove nafte, Katar ima prerađivačku industriju koja proizvodi petrokemijske proizvode, umjetna gnojiva, plastične mase i sl. Za zemlju je važna i proizvodnja cementa i čelika.
U Kataru nema izvorske vode nego se procesom desalinizacije ona dobiva od morske vode a taj proces nije nimalo jeftin. To se posebice osjeća na cijeni koja je duplo skuplja od cijene benzina.

### Turizam
Katarska turistička zajednica je krenula s ambicioznim petogodišnjim planom razvoja tamošnjeg turizma. Time se trebao povećati broj turista od 964.000 iz 2007. na 1,5 milijuna tijekom 2010. Vlada je zbog toga odlučila uložiti 17 milijardi dolara na razvoj turizma u vidu hotela, izložbenih prostora i ostale infrastrukture. Također, postavljen je cilj o povećanju hotelskih kapaciteta za 400% do 2012. dok je proširena i zračna luka Hamad.
To je dovelo do razvoja turizma, posebice onog elitnog. Nakon što je u Dohi otvoren Muzej islamske umjetnosti, niša je stavljena i na kulturni turizam. U tamošnjem postavu je mnoštvo rariteta od 12. stoljeća do danas koje su bogati Katarani sakupljali po cijelom islamskom svijetu i sačuvali ih od uništenja.
Od turizma postoji i sportski koji je potaknut tijekom Azijskih igara 2006. kojima je Katar bio domaćin.

### Bankarstvo
Uz turizam, bankarstvo je među najvažnijim tercijarnim djelatnostima čime postaje vodeća zemlja u regiji perzijskog zaljeva.

### Poljoprivreda
U zemlji je obradivo manje od 1% teritorija a tu je i kronično oskudijevanje vodom te sve veće zaslanjenje. Poljoprivredna zemljišta također su u vlasništvu države. U poljoprivrednoj proizvodnji prednjači proizvodnja povrća (dovoljno za vlastite potrebe), uzgajaju se datulje a uz poticaje Vlade nešto voća i žitarica.
Od stočarstva prevladava uzgoj ovaca i koza dok ribarstvo zadovoljva samo lokalne potrebe.

## Radna snaga
Stopa nezaposlenosti i inflacije ovdje je veoma niska a domaći stanovnici rade samo najbolje poslove i ne plaćaju porez (za razliku od stranaca).

## Vanjska trgovina
Katar u svojoj vanjskoj trgovini ostvaruje ogroman trgovinski suficit koji je 2016. godine iznosio gotovo 31 milijardu USD. Glavni katarski izvozni partneri su azijske zemlje kao što su Japan, Kina, Indija, Singapur i susjedni Emirati koji su 2015. godine zajedno činili preko 60% katarskog izvoza. Primjerice, u Japan se izvozi više od četvrtine ukupnog nacionalnog izvoza. Tako od 1996. godine do danas nacionalna kompanija Qatargas ondje izvozi ukapljeni zemni plin (LNG).
S druge strane, glavni katarski uvozni partneri su zemlje zapadne Europe i SAD iz kojih se uvozi gotovo 30% roba od ukupnog uvoza. Osim uvoza strojeva, vozila i hrane, iznenađujući je porast uvoza oružja. Prema istraživanju stockholmskog mirovnog instituta SIPRI, Katar i Saudijska Arabija su u razdoblju od 2011. do 2015. povećale uvoz oružja za čak 275%. S druge strane, uvoz oružja u europskim zemljama tijekom istog vremenskog intervala je pao za 41%. U cijelom toj priči oko uvoza oružja, paradoksalno je da američki predsjednik Donald Trump zajedno sa Saudijcima opisuje Katar kao državu koja podržava terorizam dok s druge strane njegova administracija tom istom Kataru prodaje 12 milijardi dolara vrijedno naoružanje. Prema Bloombergu, riječ je o već potpisanom ugovoru o nabavci 36 borbenih lovaca F-15QA katarskom ratnom zrakoplovstvu.

## Katarska kriza
Početkom lipnja 2017. izbila je katarska kriza u kojoj su Saudijska Arabija, Ujedinjeni Arapski Emirati, Bahrein i Egipat prekinuli diplomatske odnose s Katarom dok su Rijad i Abu Dabi uveli i gospodarsku blokadu kroz zabranu dostave roba svojim kopnenim, zračnim i morskim putevima. Razlog njihovog uvođenja su optužbe o katarskom financiranju terorističkih organizacija i ekstremističkih pokreta, npr. Muslimanskog bratstva i Hamasa. Zbog toga je Kataru postavljen ultimatum od desetak ključnih zahtjeva kako bi se sankcije ukinule. Neki od njih su prestanak financiranja terorističkih organizacija, zaustavljanje uspostave dobrosusjedskih odnosa s Iranom, isključivanje TV postaje Al Jazeere i dr.
U cijeloj krizi kao ključni katarski saveznici pokazali su se Turska, Oman i Iran. Tako je u trgovinama turska roba zamijenila saudijsku a dostavljena je zračnim putem preko avio prijevoznika Turkish i Qatar Airwaysa. Time su riješeni problemi u snabdijevanju. Uspostavljena je i direktna brodska linija između Dohe i omanske luke Sohar čime je osiguran nesmetan dotok robe i hrane u Katar. Također, tri luke ponudio je i Iran (kako bi se smanjila ovisnost luke u Dubaiju).
Izolirani i u diplomatskoj blokadi Katar unatoč svemu uspjeva isporučivati plin svojim kupcima dok kriza nije ekonomski štetno djelovala na katarsko gospodarstvo.

## Vanjske poveznice
- Katar Proleksis enciklopedija
- Katar  Hrvatska enciklopedija